# Pariser Bibel (13. Jahrhundert)
Als Pariser Bibel (auch Pariser Universitätsbibel oder Biblia Parisiensis) wird eine zuerst im Umfeld der Universität von Paris im 13. Jahrhundert verbreitete Fassung der Vulgata bezeichnet. Es handelt sich um eine sehr weit verbreitete Fassung der Bibel, die meist in einem Band annähernd die gleichen biblischen Bücher wie die meisten modernen Bibelübersetzungen enthält (sowie einige nicht-biblische Texte). Bekannt ist die Pariser Bibel vor allem dafür, dass sie als erste Bibelfassung eine durchgehende Einteilung der Bücher in Kapitel bietet, die weitgehend der heutigen entspricht.

## Produktion, Kodikologie, Buchmalerei

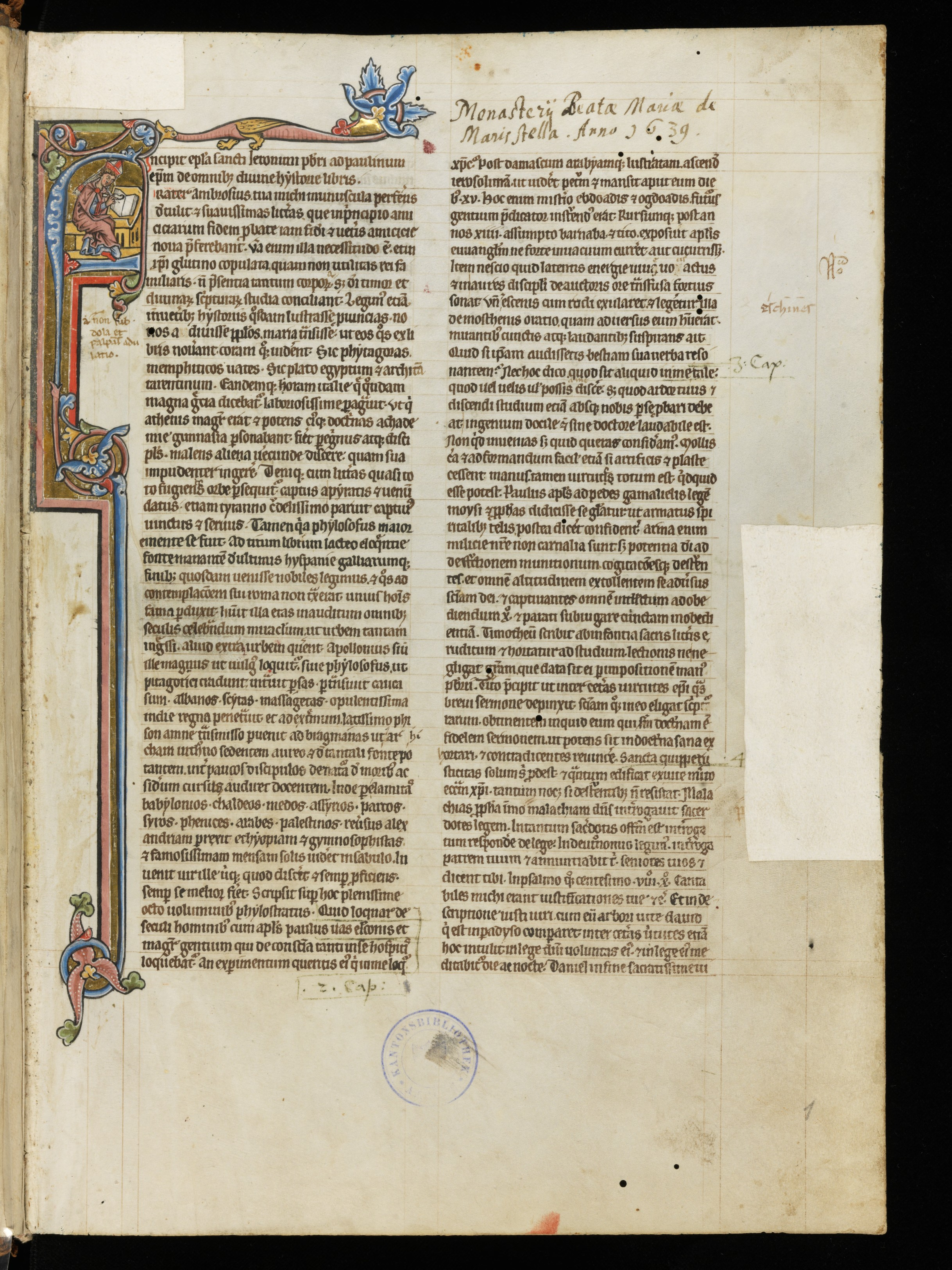
Erste Seite einer Pariser Bibel mit einem Vorwort des Hieronymus (Aarau, Aargauer Kantonsbibliothek, MsWettF 11, fol. 1r)

Erstmals im 13. Jahrhundert werden kleinformatige Codices üblich, die dennoch den vollständigen Text der Vulgata (samt den Vorreden des Hieronymus) enthalten; die kleinsten werden oft „Taschenbibeln“ genannt. Auch die Pariser Bibeln sind in der Regel Vollbibeln (Pandekten). Möglicherweise ist dieser Typ Bibel andernorts entstanden, aber ganz sicher sind Paris und andere nordfranzösische Städte die wichtigsten Orte der Produktion dieser Bibeln gewesen. Überwiegend wurden sie von professionellen Schreibern hergestellt, und zwar in großer Zahl; noch heute sind mehrere Hundert dieser Handschriften erhalten. Von Nordfrankreich aus verbreitete sich dieser Typ Bibel in weiten Teilen Europas, weil Studenten und Lehrer sie von dort in ihre alte Heimat oder die Orte ihrer neuen Tätigkeit (z. B. als Bischof oder Wanderprediger) brachten.
Die Pariser Bibel ist in kodikologischer Hinsicht sehr auffällig. Vor allem haben die Vollbibeln sehr viele Seiten und sind auf dünnem, sehr hellem Vellum geschrieben. Viele Codices bestehen aus 400 bis 700 Blatt. Die Größe konnte schwanken, im Vergleich zu frühmittelalterlichen Vollbibeln wie der Alkuin-Bibel sind die Pariser Bibeln aber eher kleiner. Die Lagen bestanden nicht, wie es bei hochmittelalterlichen Codices eher üblich war, aus vier Doppelblättern (Quaternionen), sondern meist aus sechs. Der Text wurde typischerweise in zwei Spalten mit relativ vielen (50–60) Zeilen geschrieben; der Zeilenabstand ist eng, die Schrift klein und Abkürzungen sind sehr zahlreich verwendet. Die leeren Ränder rund um den Schriftspiegel sind tendenziell kleiner als bei hochmittelalterlichen Bibeln. 
Die buchmalerische Ausstattung der Pariser Bibeln ist unterschiedlich. Typisch für die in Nordfrankreich produzierten Bibeln ist die Ausschmückung der I-Initiale am Anfang des Buch Genesis mit dem Siebentagewerk und die L-Initiale am Anfang des Matthäus-Evangeliums mit der Wurzel Jesse.

## Inhalt, Reihenfolge der Bücher und Kapiteleinteilung
Die Pariser Bibeln enthalten die biblischen Bücher in der folgenden Reihenfolge: Oktateuch, die vier Bücher der Königtümer (= 1. Buch Samuel, 2. Buch Samuel, 1. Buch der Könige, 2. Buch der Könige), das 1. Buch der Chronik, das 2. Buch der Chronik, das Gebet des Manasse, das Buch Esra (hier als „1. Buch Esra“ gezählt), Nehemia, das 3. Buch Esra (hier als „2. Buch Esra“ gezählt), die Bücher Tobit, Judit, Esther und Ijob, das Buch der Psalmen (Psalterium Gallicanum), die übrigen Weisheitsbücher, Jesaja, Jeremia, Lamentationes, Baruch, Hesekiel, Daniel, Zwölfprophetenbuch, 1. Buch der Makkabäer und 2. Buch der Makkabäer, die vier Evangelien, die Paulinischen Briefe, die Apostelgeschichte, die Katholischen Briefe und die Apokalypse. Diese Anordnung wich von der des Hieronymus, die bis ins 12. Jahrhundert dominierte, ab. Charakteristisch für die Pariser Bibel ist die Zählung des 3. Buch Esra als zweites Buch Esra (bei gleichzeitigem Fehlen des 4. Buch Esra), die Aufnahme des Buches Baruch und die Anordnung aller historischen Bücher (außer den Makkabäern) am Anfang.
Dazu enthalten die Pariser Bibeln 64 Vorreden, die teilweise von Hieronymus im Zusammenhang mit seiner Bibelübersetzung verfasst worden waren (darunter sein Widmungsbrief an Papst Damasus und der Prologus galeatus zu den vier Büchern Könige), teilweise später anderen Werken entnommen und in die Vulgata eingefügt wurden, teilweise auch erst mit der Pariser Bibel als Vorreden nachweisbar sind. Dazu kommen weitere, anonyme Vorworte. Am Schluss der Pariser Bibeln steht die Interpretatio hebraicorum nominum, die ebenfalls auf Arbeiten des Hieronymus beruht. Die Pariser Bibel enthält weder die Glossa ordinaria noch andere Glossen.
Die einzelnen Bücher sind durchgehend in nummerierte Kapitel eingeteilt (aber nicht in Verse). Diese Einteilung wurde traditionell Stephen Langton zugeschrieben, der sie allerdings eher verbreitet als erfunden hat. Diese Einteilung ersetzte die älteren Systeme; die Pariser Bibeln enthalten daher auch keine Eusebischen Kanontafeln.

## Entstehung
Als älteste datierbare Handschrift mit allen Merkmalen der Pariser Bibel gilt oft Dole, Bibliothèque municipale, 15, die im Jahr 1234 geschrieben wurde; andere Handschriften stammen aber sehr wahrscheinlich noch aus den 1220er Jahren.

## Weblink
- The Paris Bible Project